# Incertesa knightiana
La incertesa knightiana, en economia, és un risc que no és mesurable i que no es pot computar. La idea d'incertesa knightiana prové originàriament dels estudis realitzats per l'economista nord-americà Frank Knight (1885–1972) de la Universitat de Chicago, que va ser el primer a distingir entre els conceptes de risc i incertesa en el seu treball titulat Risk, Uncertainty, and Profit.

## Impacte
Els matemàtics John Maynard Keynes i Frank Knight van discutir la naturalesa impredictible dels sistemes econòmics. Tots dos van criticar l'aproximació matemàtica a l'economia en termes d'utilitat esperada, tal com va ser desenvolupada per Ludwig von Mises i altres economistes de l'escola de Viena. Aquesta incertesa apareix en la teoria de la decisió en forma de la paradoxa d'Ellsberg, que es planteja quan les persones han d'escollir entre dues opcions possibles i la majoria es decideix per aquella en què la probabilitat és coneguda. Això entra en contradicció amb l'axioma d'independència en la teoria de la decisió. La teoria del cigne negre formulada pel libanès Nassim Taleb desenvolupa noves variants d'incertesa.